# León Droz Blanco
León Droz Blanco (Maturín, Estado Monagas, Venezuela, 28 de junio de 1925-Barranquilla, Colombia, 11 de junio de 1954) fue un militar y guerrillero venezolano miembro de la resistencia clandestina contra la dictadura de Marcos Pérez Jiménez. Fue asesinado cuando se encontraba en el exilio en Colombia.

## Biografía
Vivió su juventud en Caicara de Maturín desde su infancia. Se trasladó a Caracas en 1941. En 1945, se casó con Lola Sandoval Hernández con quien tuvo dos hijas: Belkys y Francis (1952). Ingresa a la Escuela Militar de donde egresa como Subteniente del Ejército de Venezuela en la Promoción "José Félix Ribas" del año 1947, con el puesto de mérito número 15. Se distingue como experto tirador con arma larga, lo que lo lleva a participar en competencias en representación de Venezuela.
En 1951, viaja a Helsinki, Finlandia donde gana una competencia de tiro. Al poco tiempo participa incidentalmente en una visita al Campo de concentración de la Isla Guasina en el Delta del Orinoco, al regresar de ese viaje decide iniciar su participación en la Resistencia contra la dictadura militar de su país, asociándose con miembros del partido Acción Democrática. Captado para la resistencia anti perezjimenista por el Capitán Wilfrido Omaña. Detenido por la policía es confinado a la Fortaleza de "El Vigía", en La Guaira. Allí fue víctima de torturas.
Bajo una fuerte tormenta escapa de la prisión con el Capitán Gustavo Carnevali. Pasa a la Resistencia clandestina pero tiene que salir de Venezuela perseguido por la Policía Política, la Dirección de Seguridad Nacional . Estuvo reunido varias veces con Leonardo Ruiz Pineda y con Alberto Carnevali. Finalmente logra salir hacia Trinidad y Tobago y posteriormente a Colombia.

## Asesinato
Pedro Estrada, Director de la Seguridad Nacional envió a Braulio Barreto, funcionario de la Sección Político Social de la Dirección de Seguridad Nacional hacia Colombia quien aparentemente asesinó a Droz Blanco por la espalda en una calle de Barranquilla la noche del 11 de junio de 1954. Barreto fue detenido por la Policía Colombiana y acusado del asesinato, quedando luego en libertad por gestiones del entonces cónsul de Venezuela. Los restos de Droz Blanco fueron llevados a Venezuela y enterrados en el Cementerio General del Sur, el 7 de agosto de 1958, al caer la dictadura de Marcos Pérez Jiménez. A Pérez Jiménez se le dictó auto de detención el 5 de septiembre de 1972 al ser acusado de ser el autor intelectual del asesinato de Droz Blanco. Los cargos de asesinato en su contra fueron levantados el 12 de febrero de 1999.